# Nokere Koerse 2023
La Nokere Koerse 2023 va ser la 77a edició de la Nokere Koerse. Es disputà el 15 de març de 2023 sobre un recorregut de 193,6 km amb sortida a Deinze i arribada a Nokere. La cursa formava part de l'UCI ProSeries amb una categoria 1.Pro.
El vencedor fou el belga Tim Merlier (Alpecin-Fenix), que s'imposà fàcilment a l'esprint a Edward Theuns (Trek-Segafredo) i Milan Menten (Lotto Dstny) segon i tercer respectivament.

## Equips
L'organització convidà a 20 equips a prendre part en aquesta edició de la Nokere Koerse.
| WorldTeams (8)- Alpecin-Deceuninck - Cofidis - Groupama-FDJ - Intermarché-Circus-Wanty - Soudal Quick-Step - Team DSM - Trek-Segafredo - UAE Team Emirates ProTeams (11)- Bingoal WB - Bolton Equities Black Spoke Pro Cycling - Euskaltel-Euskadi - Human Powered Health - Israel-Premier Tech - Lotto Dstny - Q36.5 Pro Cycling Team - Team Corratec - Team Flanders-Baloise - Team Novo Nordisk - Uno-X Pro Cycling Team Equip continental- Tarteletto-Isorex |
| |

## Classificació final
| \| Classificació general \| Classificació general \| Classificació general \| Classificació general \| Classificació general \| \| Corredor \| Corredor \| Equip \| Temps \| \| \| --------------------- \| --------------------- \| --------------------- \| --------------------- \| --------------------- \| \| 1r \| Tim Merlier \| Soudal Quick-Step \| 4h 19' 14" \| \| \| 2n \| Edward Theuns \| Trek-Segafredo \| + 0" \| \| \| 3r \| Milan Menten \| Lotto Dstny \| + 3" \| \| \| 4t \| Timo Kielich \| Alpecin-Deceuninck \| + 3" \| \| \| 5è \| Lewis Askey \| Groupama-FDJ \| + 3" \| \| \| 6è \| Sep Vanmarcke \| Israel-Premier Tech \| + 3" \| \| \| 7è \| Louis Blouwe \| Bingoal WB \| + 3" \| \| \| 8è \| Laurence Pithie \| Groupama-FDJ \| + 3" \| \| \| 9è \| Christophe Noppe \| Cofidis \| + 3" \| \| \| 10è \| Sjoerd Bax \| UAE Team Emirates \| + 7" \| \| |                  |                     |            |
| |                  |                     |            |
| Font: ProCyclingStats |                  |                     |            |
| Classificació general |                  |                     |            |
| Corredor | Corredor         | Equip               | Temps      |
| 1r | Tim Merlier      | Soudal Quick-Step   | 4h 19' 14" |
| 2n | Edward Theuns    | Trek-Segafredo      | + 0"       |
| 3r | Milan Menten     | Lotto Dstny         | + 3"       |
| 4t | Timo Kielich     | Alpecin-Deceuninck  | + 3"       |
| 5è | Lewis Askey      | Groupama-FDJ        | + 3"       |
| 6è | Sep Vanmarcke    | Israel-Premier Tech | + 3"       |
| 7è | Louis Blouwe     | Bingoal WB          | + 3"       |
| 8è | Laurence Pithie  | Groupama-FDJ        | + 3"       |
| 9è | Christophe Noppe | Cofidis             | + 3"       |
| 10è | Sjoerd Bax       | UAE Team Emirates   | + 7"       |

## Llista de participants
| Soudal Quick-Step SOQ | Soudal Quick-Step SOQ    | Soudal Quick-Step SOQ |
| --------------------- | ------------------------ | --------------------- |
| Núm                   | Ciclista                 | Pos                   |
| 1                     | Tim Merlier (BEL) (ruta) | 1r                    |
| 2                     | Josef Černý (CZE)        | 92è                   |
| 3                     | Jannik Steimle (GER)     | 113è                  |
| 4                     | Martin Svrček (SVK)      | 93è                   |
| 5                     | Bert Van Lerberghe (BEL) | 41è                   |
| 6                     | Stan Van Tricht (BEL)    | 59è                   |
| 7                     | Ethan Vernon (GBR)       | 48è                   |

| UAE Team Emirates UAD | UAE Team Emirates UAD      | UAE Team Emirates UAD |
| --------------------- | -------------------------- | --------------------- |
| Núm                   | Ciclista                   | Pos                   |
| 11                    | Pascal Ackermann (GER)     | 65è                   |
| 12                    | Ivo Oliveira (POR)         | 110è                  |
| 13                    | Ryan Gibbons (RSA)         | 21è                   |
| 14                    | Sjoerd Bax (NED)           | 10è                   |
| 15                    | Felix Groß (GER)           | 120è                  |
| 16                    | Vegard Stake Laengen (NOR) | 51è                   |
| 17                    | Michael Vink (NZL)         | 91è                   |

| Trek-Segafredo TFS | Trek-Segafredo TFS           | Trek-Segafredo TFS |
| ------------------ | ---------------------------- | ------------------ |
| Núm                | Ciclista                     | Pos                |
| 21                 | Edward Theuns (BEL)          | 2n                 |
| 22                 | Marc Brustenga Masagué (ESP) | 96è                |
| 23                 | Emīls Liepiņš (LAT) (ruta)   | 47è                |
| 24                 | Thibau Nys (BEL)             | 60è                |
| 25                 | Mathias Vacek (CZE)          | 25è                |
| 26                 | Otto Vergaerde (BEL)         | 78è                |

| Alpecin-Deceuninck ADC | Alpecin-Deceuninck ADC  | Alpecin-Deceuninck ADC |
| ---------------------- | ----------------------- | ---------------------- |
| Núm                    | Ciclista                | Pos                    |
| 31                     | Dries De Bondt (BEL)    | 63è                    |
| 32                     | Ayco Bastiaens (BEL)    | DNF                    |
| 33                     | Tobias Bayer (AUT)      | 90è                    |
| 34                     | Timo Kielich (BEL)      | 4t                     |
| 35                     | Alexander Krieger (GER) | 64è                    |
| 36                     | Xandro Meurisse (BEL)   | 89è                    |
| 37                     | Kaden Groves (AUS)      | 101è                   |

| Groupama-FDJ GFC | Groupama-FDJ GFC        | Groupama-FDJ GFC |
| ---------------- | ----------------------- | ---------------- |
| Núm              | Ciclista                | Pos              |
| 41               | Lewis Askey (GBR)       | 5è               |
| 42               | Clément Davy (FRA)      | 34è              |
| 43               | Mathieu Ladagnous (FRA) | 53è              |
| 44               | Enzo Paleni (FRA)       | 79è              |
| 45               | Laurence Pithie (NZL)   | 8è               |
| 46               | Samuel Watson (GBR)     | 72è              |
| 47               | Bram Welten (NED)       | 18è              |

| Team DSM DSM | Team DSM DSM               | Team DSM DSM |
| ------------ | -------------------------- | ------------ |
| Núm          | Ciclista                   | Pos          |
| 51           | Sam Welsford (AUS)         | 26è          |
| 52           | Tobias Lund Andresen (DEN) | 118è         |
| 53           | Sean Flynn (GBR)           | 46è          |
| 54           | Leon Heinschke (GER)       | 105è         |
| 55           | Alberto Dainese (ITA)      | DNF          |
| 56           | Tim Naberman (NED)         | 49è          |
| 57           | Axel Källberg (FIN)        | 116è         |

| Intermarché-Circus-Wanty ICW | Intermarché-Circus-Wanty ICW         | Intermarché-Circus-Wanty ICW |
| ---------------------------- | ------------------------------------ | ---------------------------- |
| Núm                          | Ciclista                             | Pos                          |
| 61                           | Gerben Thijssen (BEL)                | 85è                          |
| 62                           | Julius Johansen (DEN)                | 56è                          |
| 63                           | Madis Mihkels (EST)                  | 12è                          |
| 64                           | Baptiste Planckaert (BEL)            | 58è                          |
| 65                           | Dries De Pooter (BEL)                | 62è                          |
| 66                           | Boy van Poppel (NED)                 | 23è                          |
| 67                           | Roel Daan van Sintmaartensdijk (NED) | 84è                          |

| Cofidis COF | Cofidis COF            | Cofidis COF |
| ----------- | ---------------------- | ----------- |
| Núm         | Ciclista               | Pos         |
| 72          | Piet Allegaert (BEL)   | 87è         |
| 73          | André Carvalho (POR)   | 102è        |
| 74          | Christophe Noppe (BEL) | 9è          |
| 75          | Eddy Finé (FRA)        | 36è         |
| 76          | Wesley Kreder (NED)    | 20è         |
| 77          | Jelle Wallays (BEL)    | 30è         |

| Israel-Premier Tech IPT | Israel-Premier Tech IPT | Israel-Premier Tech IPT |
| ----------------------- | ----------------------- | ----------------------- |
| Núm                     | Ciclista                | Pos                     |
| 81                      | Sep Vanmarcke (BEL)     | 6è                      |
| 82                      | Tom Van Asbroeck (BEL)  | 24è                     |
| 84                      | Taj Jones (AUS)         | 86è                     |
| 85                      | Riley Pickrell (CAN)    | 95è                     |
| 86                      | Guy Sagiv (ISR)         | 66è                     |
| 87                      | Roi Weinberg (ISR)      | DNF                     |

| Lotto Dstny LTD | Lotto Dstny LTD             | Lotto Dstny LTD |
| --------------- | --------------------------- | --------------- |
| Núm             | Ciclista                    | Pos             |
| 91              | Victor Campenaerts (BEL)    | 88è             |
| 92              | Jasper De Buyst (BEL)       | 99è             |
| 93              | Sébastien Grignard (BEL)    | 45è             |
| 94              | Arjen Livyns (BEL)          | 111è            |
| 95              | Milan Menten (BEL)          | 3r              |
| 96              | Lorenz Van De Wynkele (BEL) | 38è             |
| 97              | Florian Vermeersch (BEL)    | 11è             |

| Uno-X Pro Cycling Team UXT | Uno-X Pro Cycling Team UXT   | Uno-X Pro Cycling Team UXT |
| -------------------------- | ---------------------------- | -------------------------- |
| Núm                        | Ciclista                     | Pos                        |
| 102                        | Fredrik Dversnes (NOR)       | 19è                        |
| 103                        | Stian Fredheim (NOR)         | 50è                        |
| 104                        | Tord Gudmestad (NOR)         | 40è                        |
| 105                        | Kristoffer Halvorsen (NOR)   | 17è                        |
| 106                        | Louis Bendixen (DEN)         | 68è                        |
| 107                        | Martin Bugge Urianstad (NOR) | 82è                        |

| Team Flanders-Baloise TFB | Team Flanders-Baloise TFB | Team Flanders-Baloise TFB |
| ------------------------- | ------------------------- | ------------------------- |
| Núm                       | Ciclista                  | Pos                       |
| 111                       | Vito Braet (BEL)          | 76è                       |
| 112                       | Alex Colman (BEL)         | 114è                      |
| 113                       | Sander De Pestel (BEL)    | 31è                       |
| 114                       | Lindsay De Vylder (BEL)   | 75è                       |
| 115                       | Vincent Van Hemelen (BEL) | 119è                      |
| 116                       | Aaron Van Poucke (BEL)    | 61è                       |
| 117                       | Ward Vanhoof (BEL)        | 37è                       |

| Bingoal WB BWB | Bingoal WB BWB                 | Bingoal WB BWB |
| -------------- | ------------------------------ | -------------- |
| Núm            | Ciclista                       | Pos            |
| 121            | Guillaume Van Keirsbulck (BEL) | 52è            |
| 122            | Louis Blouwe (BEL)             | 7è             |
| 123            | Dorian de Maeght (BEL)         | 100è           |
| 124            | Ceriel Desal (BEL)             | 81è            |
| 125            | Ludovic Robeet (BEL)           | 106è           |
| 126            | Luca Van Boven (BEL)           | 83è            |
| 127            | Julian Mertens (BEL)           | 43è            |

| Euskaltel-Euskadi EUS | Euskaltel-Euskadi EUS            | Euskaltel-Euskadi EUS |
| --------------------- | -------------------------------- | --------------------- |
| Núm                   | Ciclista                         | Pos                   |
| 131                   | Enekoitz Azparren (ESP)          | 103è                  |
| 132                   | Xabier Berasategi (ESP)          | 32è                   |
| 133                   | Carlos Canal Blanco (ESP)        | 15è                   |
| 134                   | Gotzon Martín (ESP)              | 16è                   |
| 135                   | Xabier Isasa (ESP)               | 117è                  |
| 136                   | Juan José Lobato del Valle (ESP) | 77è                   |
| 137                   | Antonio Jesús Soto (ESP)         | 14è                   |

| Human Powered Health HPM | Human Powered Health HPM       | Human Powered Health HPM |
| ------------------------ | ------------------------------ | ------------------------ |
| Núm                      | Ciclista                       | Pos                      |
| 141                      | Charles-Étienne Chrétien (CAN) | 69è                      |
| 143                      | Adam de Vos (CAN)              | 94è                      |
| 144                      | Matthew Gibson (GBR)           | DNF                      |
| 145                      | Gage Hecht (USA)               | 107è                     |
| 146                      | August Jensen (NOR)            | 74è                      |
| 147                      | Gijs Van Hoecke (BEL)          | 35è                      |

| Bolton Equities Black Spoke Pro Cycling BEB | Bolton Equities Black Spoke Pro Cycling BEB | Bolton Equities Black Spoke Pro Cycling BEB |
| ------------------------------------------- | ------------------------------------------- | ------------------------------------------- |
| Núm                                         | Ciclista                                    | Pos                                         |
| 151                                         | Matthew Bostock (GBR)                       | DNF                                         |
| 152                                         | Ryan Christensen (NZL)                      | 108è                                        |
| 153                                         | Mitchel Fitzsimons (NZL)                    | NP                                          |
| 154                                         | Aaron Gate (NZL)                            | 54è                                         |
| 155                                         | Luke Mudgway (NZL)                          | 123è                                        |
| 156                                         | Jacob Scott (GBR)                           | 42è                                         |
| 157                                         | Rory Townsend (IRL) (ruta)                  | 109è                                        |

| Q36.5 Pro Cycling Team Q36 | Q36.5 Pro Cycling Team Q36 | Q36.5 Pro Cycling Team Q36 |
| -------------------------- | -------------------------- | -------------------------- |
| Núm                        | Ciclista                   | Pos                        |
| 161                        | Filippo Colombo (SUI)      | 13è                        |
| 162                        | Kamil Małecki (POL)        | 71è                        |
| 163                        | Fabio Christen (SUI)       | 44è                        |
| 164                        | Tom Devriendt (BEL)        | 67è                        |
| 165                        | Nicolò Parisini (ITA)      | 70è                        |
| 166                        | Szymon Sajnok (POL)        | 22è                        |
| 167                        | Nickolas Zukowsky (CAN)    | 29è                        |

| Team Novo Nordisk TNN | Team Novo Nordisk TNN | Team Novo Nordisk TNN |
| --------------------- | --------------------- | --------------------- |
| Núm                   | Ciclista              | Pos                   |
| 171                   | Gerd de Keijzer (NED) | DNF                   |
| 172                   | Joonas Henttala (FIN) | DNF                   |
| 173                   | Matyáš Kopecký (CZE)  | 28è                   |
| 174                   | Péter Kusztor (HUN)   | 39è                   |
| 175                   | Andrea Peron (ITA)    | 33è                   |
| 176                   | Declan Irvine (AUS)   | 104è                  |
| 177                   | Logan Phippen (USA)   | DNF                   |

| Team Corratec COR | Team Corratec COR         | Team Corratec COR |
| ----------------- | ------------------------- | ----------------- |
| Núm               | Ciclista                  | Pos               |
| 181               | Charlie Quaterman (GBR)   | DNF               |
| 182               | Antonio Barać (CRO)       | DNF               |
| 183               | Nicolas Dalla Valle (ITA) | 80è               |
| 184               | Lorenzo Quartucci (ITA)   | 115è              |
| 185               | Etienne van Empel (NED)   | DNF               |
| 186               | Samuele Zambelli (ITA)    | 112è              |
| 187               | Giulio Masotto (ITA)      | 97è               |

| Tarteletto-Isorex TIS | Tarteletto-Isorex TIS     | Tarteletto-Isorex TIS |
| --------------------- | ------------------------- | --------------------- |
| Núm                   | Ciclista                  | Pos                   |
| 191                   | Timothy Dupont (BEL)      | 27è                   |
| 192                   | Maxime De Poorter (BEL)   | 121è                  |
| 193                   | Jonas Geens (BEL)         | 98è                   |
| 194                   | Andreas Goeman (BEL)      | 57è                   |
| 195                   | Kobe Vanoverschelde (BEL) | 73è                   |
| 196                   | Thomas Joseph (BEL)       | 55è                   |
| 197                   | Thibau Verhofstadt (BEL)  | 122è                  |

| Soudal Quick-Step SOQ | Soudal Quick-Step SOQ    | Soudal Quick-Step SOQ |
| --------------------- | ------------------------ | --------------------- |
| Núm                   | Ciclista                 | Pos                   |
| 1                     | Tim Merlier (BEL) (ruta) | 1r                    |
| 2                     | Josef Černý (CZE)        | 92è                   |
| 3                     | Jannik Steimle (GER)     | 113è                  |
| 4                     | Martin Svrček (SVK)      | 93è                   |
| 5                     | Bert Van Lerberghe (BEL) | 41è                   |
| 6                     | Stan Van Tricht (BEL)    | 59è                   |
| 7                     | Ethan Vernon (GBR)       | 48è                   |

| UAE Team Emirates UAD | UAE Team Emirates UAD      | UAE Team Emirates UAD |
| --------------------- | -------------------------- | --------------------- |
| Núm                   | Ciclista                   | Pos                   |
| 11                    | Pascal Ackermann (GER)     | 65è                   |
| 12                    | Ivo Oliveira (POR)         | 110è                  |
| 13                    | Ryan Gibbons (RSA)         | 21è                   |
| 14                    | Sjoerd Bax (NED)           | 10è                   |
| 15                    | Felix Groß (GER)           | 120è                  |
| 16                    | Vegard Stake Laengen (NOR) | 51è                   |
| 17                    | Michael Vink (NZL)         | 91è                   |

| Trek-Segafredo TFS | Trek-Segafredo TFS           | Trek-Segafredo TFS |
| ------------------ | ---------------------------- | ------------------ |
| Núm                | Ciclista                     | Pos                |
| 21                 | Edward Theuns (BEL)          | 2n                 |
| 22                 | Marc Brustenga Masagué (ESP) | 96è                |
| 23                 | Emīls Liepiņš (LAT) (ruta)   | 47è                |
| 24                 | Thibau Nys (BEL)             | 60è                |
| 25                 | Mathias Vacek (CZE)          | 25è                |
| 26                 | Otto Vergaerde (BEL)         | 78è                |

| Alpecin-Deceuninck ADC | Alpecin-Deceuninck ADC  | Alpecin-Deceuninck ADC |
| ---------------------- | ----------------------- | ---------------------- |
| Núm                    | Ciclista                | Pos                    |
| 31                     | Dries De Bondt (BEL)    | 63è                    |
| 32                     | Ayco Bastiaens (BEL)    | DNF                    |
| 33                     | Tobias Bayer (AUT)      | 90è                    |
| 34                     | Timo Kielich (BEL)      | 4t                     |
| 35                     | Alexander Krieger (GER) | 64è                    |
| 36                     | Xandro Meurisse (BEL)   | 89è                    |
| 37                     | Kaden Groves (AUS)      | 101è                   |

| Groupama-FDJ GFC | Groupama-FDJ GFC        | Groupama-FDJ GFC |
| ---------------- | ----------------------- | ---------------- |
| Núm              | Ciclista                | Pos              |
| 41               | Lewis Askey (GBR)       | 5è               |
| 42               | Clément Davy (FRA)      | 34è              |
| 43               | Mathieu Ladagnous (FRA) | 53è              |
| 44               | Enzo Paleni (FRA)       | 79è              |
| 45               | Laurence Pithie (NZL)   | 8è               |
| 46               | Samuel Watson (GBR)     | 72è              |
| 47               | Bram Welten (NED)       | 18è              |

| Team DSM DSM | Team DSM DSM               | Team DSM DSM |
| ------------ | -------------------------- | ------------ |
| Núm          | Ciclista                   | Pos          |
| 51           | Sam Welsford (AUS)         | 26è          |
| 52           | Tobias Lund Andresen (DEN) | 118è         |
| 53           | Sean Flynn (GBR)           | 46è          |
| 54           | Leon Heinschke (GER)       | 105è         |
| 55           | Alberto Dainese (ITA)      | DNF          |
| 56           | Tim Naberman (NED)         | 49è          |
| 57           | Axel Källberg (FIN)        | 116è         |

| Intermarché-Circus-Wanty ICW | Intermarché-Circus-Wanty ICW         | Intermarché-Circus-Wanty ICW |
| ---------------------------- | ------------------------------------ | ---------------------------- |
| Núm                          | Ciclista                             | Pos                          |
| 61                           | Gerben Thijssen (BEL)                | 85è                          |
| 62                           | Julius Johansen (DEN)                | 56è                          |
| 63                           | Madis Mihkels (EST)                  | 12è                          |
| 64                           | Baptiste Planckaert (BEL)            | 58è                          |
| 65                           | Dries De Pooter (BEL)                | 62è                          |
| 66                           | Boy van Poppel (NED)                 | 23è                          |
| 67                           | Roel Daan van Sintmaartensdijk (NED) | 84è                          |

| Cofidis COF | Cofidis COF            | Cofidis COF |
| ----------- | ---------------------- | ----------- |
| Núm         | Ciclista               | Pos         |
| 72          | Piet Allegaert (BEL)   | 87è         |
| 73          | André Carvalho (POR)   | 102è        |
| 74          | Christophe Noppe (BEL) | 9è          |
| 75          | Eddy Finé (FRA)        | 36è         |
| 76          | Wesley Kreder (NED)    | 20è         |
| 77          | Jelle Wallays (BEL)    | 30è         |

| Israel-Premier Tech IPT | Israel-Premier Tech IPT | Israel-Premier Tech IPT |
| ----------------------- | ----------------------- | ----------------------- |
| Núm                     | Ciclista                | Pos                     |
| 81                      | Sep Vanmarcke (BEL)     | 6è                      |
| 82                      | Tom Van Asbroeck (BEL)  | 24è                     |
| 84                      | Taj Jones (AUS)         | 86è                     |
| 85                      | Riley Pickrell (CAN)    | 95è                     |
| 86                      | Guy Sagiv (ISR)         | 66è                     |
| 87                      | Roi Weinberg (ISR)      | DNF                     |

| Lotto Dstny LTD | Lotto Dstny LTD             | Lotto Dstny LTD |
| --------------- | --------------------------- | --------------- |
| Núm             | Ciclista                    | Pos             |
| 91              | Victor Campenaerts (BEL)    | 88è             |
| 92              | Jasper De Buyst (BEL)       | 99è             |
| 93              | Sébastien Grignard (BEL)    | 45è             |
| 94              | Arjen Livyns (BEL)          | 111è            |
| 95              | Milan Menten (BEL)          | 3r              |
| 96              | Lorenz Van De Wynkele (BEL) | 38è             |
| 97              | Florian Vermeersch (BEL)    | 11è             |

| Uno-X Pro Cycling Team UXT | Uno-X Pro Cycling Team UXT   | Uno-X Pro Cycling Team UXT |
| -------------------------- | ---------------------------- | -------------------------- |
| Núm                        | Ciclista                     | Pos                        |
| 102                        | Fredrik Dversnes (NOR)       | 19è                        |
| 103                        | Stian Fredheim (NOR)         | 50è                        |
| 104                        | Tord Gudmestad (NOR)         | 40è                        |
| 105                        | Kristoffer Halvorsen (NOR)   | 17è                        |
| 106                        | Louis Bendixen (DEN)         | 68è                        |
| 107                        | Martin Bugge Urianstad (NOR) | 82è                        |

| Team Flanders-Baloise TFB | Team Flanders-Baloise TFB | Team Flanders-Baloise TFB |
| ------------------------- | ------------------------- | ------------------------- |
| Núm                       | Ciclista                  | Pos                       |
| 111                       | Vito Braet (BEL)          | 76è                       |
| 112                       | Alex Colman (BEL)         | 114è                      |
| 113                       | Sander De Pestel (BEL)    | 31è                       |
| 114                       | Lindsay De Vylder (BEL)   | 75è                       |
| 115                       | Vincent Van Hemelen (BEL) | 119è                      |
| 116                       | Aaron Van Poucke (BEL)    | 61è                       |
| 117                       | Ward Vanhoof (BEL)        | 37è                       |

| Bingoal WB BWB | Bingoal WB BWB                 | Bingoal WB BWB |
| -------------- | ------------------------------ | -------------- |
| Núm            | Ciclista                       | Pos            |
| 121            | Guillaume Van Keirsbulck (BEL) | 52è            |
| 122            | Louis Blouwe (BEL)             | 7è             |
| 123            | Dorian de Maeght (BEL)         | 100è           |
| 124            | Ceriel Desal (BEL)             | 81è            |
| 125            | Ludovic Robeet (BEL)           | 106è           |
| 126            | Luca Van Boven (BEL)           | 83è            |
| 127            | Julian Mertens (BEL)           | 43è            |

| Euskaltel-Euskadi EUS | Euskaltel-Euskadi EUS            | Euskaltel-Euskadi EUS |
| --------------------- | -------------------------------- | --------------------- |
| Núm                   | Ciclista                         | Pos                   |
| 131                   | Enekoitz Azparren (ESP)          | 103è                  |
| 132                   | Xabier Berasategi (ESP)          | 32è                   |
| 133                   | Carlos Canal Blanco (ESP)        | 15è                   |
| 134                   | Gotzon Martín (ESP)              | 16è                   |
| 135                   | Xabier Isasa (ESP)               | 117è                  |
| 136                   | Juan José Lobato del Valle (ESP) | 77è                   |
| 137                   | Antonio Jesús Soto (ESP)         | 14è                   |

| Human Powered Health HPM | Human Powered Health HPM       | Human Powered Health HPM |
| ------------------------ | ------------------------------ | ------------------------ |
| Núm                      | Ciclista                       | Pos                      |
| 141                      | Charles-Étienne Chrétien (CAN) | 69è                      |
| 143                      | Adam de Vos (CAN)              | 94è                      |
| 144                      | Matthew Gibson (GBR)           | DNF                      |
| 145                      | Gage Hecht (USA)               | 107è                     |
| 146                      | August Jensen (NOR)            | 74è                      |
| 147                      | Gijs Van Hoecke (BEL)          | 35è                      |

| Bolton Equities Black Spoke Pro Cycling BEB | Bolton Equities Black Spoke Pro Cycling BEB | Bolton Equities Black Spoke Pro Cycling BEB |
| ------------------------------------------- | ------------------------------------------- | ------------------------------------------- |
| Núm                                         | Ciclista                                    | Pos                                         |
| 151                                         | Matthew Bostock (GBR)                       | DNF                                         |
| 152                                         | Ryan Christensen (NZL)                      | 108è                                        |
| 153                                         | Mitchel Fitzsimons (NZL)                    | NP                                          |
| 154                                         | Aaron Gate (NZL)                            | 54è                                         |
| 155                                         | Luke Mudgway (NZL)                          | 123è                                        |
| 156                                         | Jacob Scott (GBR)                           | 42è                                         |
| 157                                         | Rory Townsend (IRL) (ruta)                  | 109è                                        |

| Q36.5 Pro Cycling Team Q36 | Q36.5 Pro Cycling Team Q36 | Q36.5 Pro Cycling Team Q36 |
| -------------------------- | -------------------------- | -------------------------- |
| Núm                        | Ciclista                   | Pos                        |
| 161                        | Filippo Colombo (SUI)      | 13è                        |
| 162                        | Kamil Małecki (POL)        | 71è                        |
| 163                        | Fabio Christen (SUI)       | 44è                        |
| 164                        | Tom Devriendt (BEL)        | 67è                        |
| 165                        | Nicolò Parisini (ITA)      | 70è                        |
| 166                        | Szymon Sajnok (POL)        | 22è                        |
| 167                        | Nickolas Zukowsky (CAN)    | 29è                        |

| Team Novo Nordisk TNN | Team Novo Nordisk TNN | Team Novo Nordisk TNN |
| --------------------- | --------------------- | --------------------- |
| Núm                   | Ciclista              | Pos                   |
| 171                   | Gerd de Keijzer (NED) | DNF                   |
| 172                   | Joonas Henttala (FIN) | DNF                   |
| 173                   | Matyáš Kopecký (CZE)  | 28è                   |
| 174                   | Péter Kusztor (HUN)   | 39è                   |
| 175                   | Andrea Peron (ITA)    | 33è                   |
| 176                   | Declan Irvine (AUS)   | 104è                  |
| 177                   | Logan Phippen (USA)   | DNF                   |

| Team Corratec COR | Team Corratec COR         | Team Corratec COR |
| ----------------- | ------------------------- | ----------------- |
| Núm               | Ciclista                  | Pos               |
| 181               | Charlie Quaterman (GBR)   | DNF               |
| 182               | Antonio Barać (CRO)       | DNF               |
| 183               | Nicolas Dalla Valle (ITA) | 80è               |
| 184               | Lorenzo Quartucci (ITA)   | 115è              |
| 185               | Etienne van Empel (NED)   | DNF               |
| 186               | Samuele Zambelli (ITA)    | 112è              |
| 187               | Giulio Masotto (ITA)      | 97è               |

| Tarteletto-Isorex TIS | Tarteletto-Isorex TIS     | Tarteletto-Isorex TIS |
| --------------------- | ------------------------- | --------------------- |
| Núm                   | Ciclista                  | Pos                   |
| 191                   | Timothy Dupont (BEL)      | 27è                   |
| 192                   | Maxime De Poorter (BEL)   | 121è                  |
| 193                   | Jonas Geens (BEL)         | 98è                   |
| 194                   | Andreas Goeman (BEL)      | 57è                   |
| 195                   | Kobe Vanoverschelde (BEL) | 73è                   |
| 196                   | Thomas Joseph (BEL)       | 55è                   |
| 197                   | Thibau Verhofstadt (BEL)  | 122è                  |